# 한길 그레이트북스
한길 그레이트북스는 한길사에서 출간한 철학, 사상사의 고전을 모은 전집물이다.

## 목록
| 한길      | 저서                                  | 저자                            | 역자                    |
| --------- | ------------------------------------- | ------------------------------- | ----------------------- |
| 한길(001) | 관념의 모험                           | 앨프레드 노스 화이트헤드        | 오영환                  |
| 한길(002) | 종교형태론                            | 미르치아 엘리아데               | 이은봉                  |
| 한길(003) | 인도철학사 1                          | 라다크리슈난                    | 이거룡                  |
| 한길(004) | 인도철학사 2                          | 라다크리슈난                    | 이거룡                  |
| 한길(005) | 인도철학사 3                          | 라다크리슈난                    | 이거룡                  |
| 한길(006) | 인도철학사 4                          | 라다크리슈난                    | 이거룡                  |
| 한길(007) | 야생의 사고                           | 클로드 레비-스트로스            | 안정남                  |
| 한길(008) | 성서의 구조인류학                     | 에드먼드 리치                   | 신인철                  |
| 한길(009) | 문명화과정 1                          | 노르베르트 엘리아스             | 박미애                  |
| 한길(010) | 역사를 위한 변명                      | 마르크 블로크                   | 고봉만                  |
| 한길(011) | 인간의 조건                           | 한나 아렌트                     | 이진우 외               |
| 한길(012) | 혁명의 시대                           | 에릭 홉스봄                     | 정도영 외               |
| 한길(013) | 자본의 시대                           | 에릭 홉스봄                     | 정도영                  |
| 한길(014) | 제국의 시대                           | 에릭 홉스봄                     | 김동택                  |
| 한길(015) | 경세유표 1                            | 정약용                          | 이익성                  |
| 한길(016) | 경세유표 2                            | 정약용                          | 이익성                  |
| 한길(017) | 경세유표 3                            | 정약용                          | 이익성                  |
| 한길(018) | 바가바드 기타                         |                                 | 함석헌 주석/이거룡 해제 |
| 한길(019) | 시간의식                              | 에드문트 후설                   | 이종훈                  |
| 한길(020) | 우파니샤드 1                          |                                 | 이재숙                  |
| 한길(021) | 우파니샤드 2                          |                                 | 이재숙                  |
| 한길(022) | 현대정치의 사상과 행동                | 마루야마 마사오                 | 김석근                  |
| 한길(023) | 인간현상                              | 테야르 드 샤르뎅                | 양명수                  |
| 한길(024) | 미국의 민주주의 1                     | 알렉시스 드 토크빌              | 임효선 외               |
| 한길(025) | 미국의 민주주의 2                     | 알렉시스 드 토크빌              | 임효선 외               |
| 한길(026) | 유럽학문의 위기와 선험적 현상학       | 에드문트 후설                   | 이종훈                  |
| 한길(027) | 삼국사기 1                            | 김부식                          | 이강래                  |
| 한길(028) | 삼국사기 2                            | 김부식                          | 이강래                  |
| 한길(029) | 원본 삼국사기                         | 김부식                          | 이강래 교감             |
| 한길(030) | 성과 속                               | 미르치아 엘리아데               | 이은봉                  |
| 한길(031) | 슬픈열대                              | 클로드 레비-스트로스            | 박옥줄                  |
| 한길(032) | 증여론                                | 마르셀 모스                     | 이상률                  |
| 한길(033) | 부정변증법                            | 테오도르 아도르노               | 홍승용                  |
| 한길(034) | 문명화과정 2                          | 노르베르트 엘리아스             | 박미애                  |
| 한길(035) | 불안의 개념                           | 쇠렌 키에르케고르               | 임규정                  |
| 한길(036) | 마누법전                              |                                 | 이재숙 외               |
| 한길(037) | 사회주의의 전제와 사민당의 과제       | 에두아르트 베른슈타인           | 강신준                  |
| 한길(038) | 의미의 논리                           | 질 들뢰즈                       | 이정우                  |
| 한길(039) | 성호사설                              | 이 익                           | 최석기                  |
| 한길(040) | 종교적 경험의 다양성                  | 월리엄 제임스                   | 김재영                  |
| 한길(041) | 명이대방록                            | 황종희                          | 김덕균                  |
| 한길(042) | 소피스테스                            | 플라톤                          | 김태경                  |
| 한길(043) | 정치가                                | 플라톤                          | 김태경                  |
| 한길(044) | 지식과 사회의 상                      | 데이비드 블루어                 | 김경만                  |
| 한길(045) | 비평의 해부                           | 노스럽 프라이                   | 임철규                  |
| 한길(046) | 인간적 자유의 본질 외                 | 프리드리히 셸링                 | 최신한                  |
| 한길(047) | 무한자와 우주와 세계 외               | 조르다노 브루노                 | 강영계                  |
| 한길(048) | 후기마르크스주의                      | 프레드릭 제임슨                 | 김유동                  |
| 한길(049) | 봉건사회 1                            | 마르크 블로크                   | 한정숙                  |
| 한길(050) | 봉건사회 2                            | 마르크 블로크                   | 한정숙                  |
| 한길(051) | 칸트와 형이상학의 문제                | 마르틴 하이데거                 | 이선일                  |
| 한길(052) | 남명집                                | 조식                            | 남명학연구소            |
| 한길(053) | 낭만적 거짓과 소설적 진실             | 르네 지라르                     | 김치수 외               |
| 한길(054) | 한비자 1                              | 한비                            | 이운구                  |
| 한길(055) | 한비자 2                              | 한비                            | 이운구                  |
| 한길(056) | 궁정사회                              | 노르베르트 엘레아스             | 박여성                  |
| 한길(057) | 에밀                                  | 장 자크 루소                    | 김중현                  |
| 한길(058) | 이탈리아 르네상스의 문화              | 야코프 부르크하르트             | 이기숙                  |
| 한길(059) | 분서 1                                | 이지                            | 김혜경                  |
| 한길(060) | 분서 2                                | 이지                            | 김혜경                  |
| 한길(061) | 혁명론                                | 한나 아렌트                     | 홍원표                  |
| 한길(062) | 표해록                                | 최부                            | 서인범 외               |
| 한길(063) | 정신현상학 1                          | G.W.F. 헤겔                     | 임석진                  |
| 한길(064) | 정신현상학 2                          | G.W.F. 헤겔                     | 임석진                  |
| 한길(065) | 이정표 1                              | 마르틴 하이데거                 | 신상희                  |
| 한길(066) | 이정표 2                              | 마르틴 하이데거                 | 이선일                  |
| 한길(067) | 왕필의 노자주                         | 왕필                            | 임채우                  |
| 한길(068) | 신화학 1                              | 클로드 레비-스트로스            | 임봉길                  |
| 한길(069) | 유랑시인                              | 타라스 셰브첸코                 | 한정숙                  |
| 한길(070) | 중국고대사상사론                      | 리쩌허우                        | 정병석                  |
| 한길(071) | 중국근대사상사론                      | 리쩌허우                        | 임춘성                  |
| 한길(072) | 중국현대사상사론                      | 리쩌허우                        | 김형종                  |
| 한길(073) | 자유주의적 평등                       | 로널드 드워킨                   | 염수균                  |
| 한길(074) | 춘추좌전 1                            | 좌구명                          | 신동준                  |
| 한길(075) | 춘추좌전 2                            | 좌구명                          | 신동준                  |
| 한길(076) | 춘추좌전 3                            | 좌구명                          | 신동준                  |
| 한길(077) | 종교의 본질에 대하여                  | 루트비히 포이어바흐             | 강대석                  |
| 한길(078) | 삼국유사                              | 일연                            | 허경진 외               |
| 한길(079) | 순자 1                                | 순자                            | 이운구                  |
| 한길(080) | 순자 2                                | 순자                            | 이운구                  |
| 한길(081) | 예루살렘의 아이히만                   | 한나 아렌트                     | 김선욱                  |
| 한길(082) | 기독교 신앙                           | 프리드리히 슐라이어마허         | 최신한                  |
| 한길(083) | 전체주의의 기원 1                     | 한나 아렌트                     | 이진우 외               |
| 한길(084) | 전체주의의 기원 2                     | 한나 아렌트                     | 이진우 외               |
| 한길(085) | 소피스트적 논박                       | 아리스토텔레스                  | 김재홍                  |
| 한길(086) | 사회체계이론 1                        | 니클라스 루만                   | 박여성                  |
| 한길(087) | 사회체계이론 2                        | 니클라스 루만                   | 박여성                  |
| 한길(088) | 헤겔의 체계 1                         | 비토리오 회슬레                 | 권대중                  |
| 한길(089) | 속분서                                | 이지                            | 김혜경                  |
| 한길(090) | 죽음에 이르는 병                      | 쇠렌 키르케고르                 | 임규정                  |
| 한길(091) | 고독한 산책자의 몽상                  | 장 자크 루소                    | 김중현                  |
| 한길(092) | 학문과 예술에 대하여 외               | 장 자크 루소                    | 김중현                  |
| 한길(093) | 사모아의 청소년                       | 마거릿 미드                     | 박자영                  |
| 한길(094) | 자본주의와 현대사회이론               | 앤서니 기든스                   | 박노영 외               |
| 한길(095) | 인간과 자연                           | 조지 마시                       | 홍금수                  |
| 한길(096) | 법철학                                | G.W.F. 헤겔                     | 임석진                  |
| 한길(097) | 문명과 질병                           | 헨리 지거리스트                 | 황상익                  |
| 한길(098) | 기독교의 본질                         | 루트비히 포이어바흐             | 강대석                  |
| 한길(099) | 신화학 2                              | 클로드 레비-스트로스            | 임봉길                  |
| 한길(100) | 일상적인 것의 변용                    | 아서 단토                       | 김혜련                  |
| 한길(101) | 독일 비애극의 원천                    | 발터 벤야민                     | 최성만 외               |
| 한길(102) | 순수현상학과 현상학적 철학의 이념들 1 | 에드문트 후설                   | 이종훈                  |
| 한길(103) | 순수현상학과 현상학적 철학의 이념들 2 | 에드문트 후설                   | 이종훈                  |
| 한길(104) | 순수현상학과 현상학적 철학의 이념들 3 | 에드문트 후설                   | 이종훈                  |
| 한길(105) | 수사고신록                            | 최술                            | 이재하 외               |
| 한길(106) | 수사고신여록                          | 최술                            | 이재하                  |
| 한길(107) | 국가권력의 이념사                     | 프리드리히 마이네케             | 이광주                  |
| 한길(108) | 법과 권리                             | 로널드 드워킨                   | 염수균                  |
| 한길(109) | 고야 1                                | 홋타 요시에                     | 김석희                  |
| 한길(110) | 고야 2                                | 홋타 요시에                     | 김석희                  |
| 한길(111) | 고야 3                                | 홋타 요시에                     | 김석희                  |
| 한길(112) | 고야 4                                | 홋타 요시에                     | 김석희                  |
| 한길(113) | 왕양명실기                            | 박은식                          | 이종란                  |
| 한길(114) | 신화와 현실                           | 미르치아 엘리아데               | 이은봉                  |
| 한길(115) | 사회변동과 사회학                     | 레이몽 부동                     | 민문홍                  |
| 한길(116) | 자본주의ㆍ사회주의ㆍ민주주의          | 조지프 슘페터                   | 변상진                  |
| 한길(117) | 공화국의 위기                         | 한나 아렌트                     | 김선욱                  |
| 한길(118) | 차라투스트라는 이렇게 말했다          | 프리드리히 니체                 | 강대석                  |
| 한길(119) | 지중해의 기억                         | 페르낭 브로델                   | 강주헌                  |
| 한길(120) | 해석의 갈등                           | 폴 리쾨르                       | 양명수                  |
| 한길(121) | 로마제국의 위기                       | 램지 멕멀렌                     | 김창성                  |
| 한길(122) | 윌리엄 모리스 1                       | 에드워드 파머 톰슨              | 윤효녕 외               |
| 한길(123) | 윌리엄 모리스 2                       | 에드워드 파머 톰슨              | 윤효녕 외               |
| 한길(124) | 공제격치                              | 알폰소 바뇨니                   | 이종란                  |
| 한길(125) | 현상학적 심리학                       | 에드문트 후설                   | 이종훈                  |
| 한길(126) | 시각예술의 의미                       | 에르빈 파노프스키               | 임산                    |
| 한길(127) | 시민사회와 정치이론 1                 | 진 L. 코헨ㆍ앤드루 아라토       | 박형신 외               |
| 한길(128) | 시민사회와 정치이론 2                 | 진 L. 코헨ㆍ앤드루 아라토       | 박형신 외               |
| 한길(129) | 운화측험                              | 최한기                          | 이종란                  |
| 한길(130) | 예술체계이론                          | 니클라스 루만                   | 박여성 외               |
| 한길(131) | 대학                                  | 주희                            | 최석기                  |
| 한길(132) | 중용                                  | 주희                            | 최석기                  |
| 한길(133) | 종의 기원                             | 찰스 다윈                       | 김관선                  |
| 한길(134) | 기적을 행하는 왕                      | 마르크 블로크                   | 박용진                  |
| 한길(135) | 키루스의 교육                         | 크세노폰                        | 이동수                  |
| 한길(136) | 정당론                                | 로베르트 미헬스                 | 김학이                  |
| 한길(137) | 법사회학                              | 니클라스 루만                   | 강희원                  |
| 한길(138) | 중국사유                              | 마르셀 그라네                   | 유병태                  |
| 한길(139) | 자연법                                | 게오르그 빌헬름 프리드리히 헤겔 | 김준수                  |
| 한길(140) | 기독교와 자본주의의 발흥              | R. H. 토니                      | 고세훈                  |
| 한길(141) | 고딕건축과 스콜라철학                 | 에르빈 파노프스키               | 김율                    |
| 한길(142) | 도덕감정론                            | 애덤 스미스                     | 김광수                  |
| 한길(143) | 신기관                                | 프랜시스 베이컨                 | 진석용                  |
| 한길(144) | 관용론                                | 볼테르                          | 송기형 외               |
| 한길(145) | 교양과 무질서                         | 매슈 아널드                     | 윤지관                  |
| 한길(146) | 명등도고록                            | 이지                            | 김혜경                  |
| 한길(147) | 데카르트적 성찰                       | 에드문트 후설, 오이겐 핑크      | 이종훈                  |
| 한길(148) | 씨알의 소리                           | 함석헌                          | 함석헌선집 편집위원회   |
| 한길(149) | 들사람 얼                             | 함석헌                          | 함석헌선집 편집위원회   |
| 한길(150) | 인간혁명                              | 함석헌                          | 함석헌선집 편집위원회   |
| 한길(151) | 프랑스혁명에 관한 성찰(개정판)        | 에드먼드 버크                   | 이태숙                  |